# Sanguinet
Sanguinet is een gemeente in het Franse departement Landes (regio Nouvelle-Aquitaine). De plaats maakt deel uit van het arrondissement Mont-de-Marsan. Sanguinet telde op 1 januari 2022 4.662 inwoners.

## Geografie
De oppervlakte van Sanguinet bedroeg op 1 januari 2022 81,43 vierkante kilometer; de bevolkingsdichtheid was toen 57,3 inwoners per km².

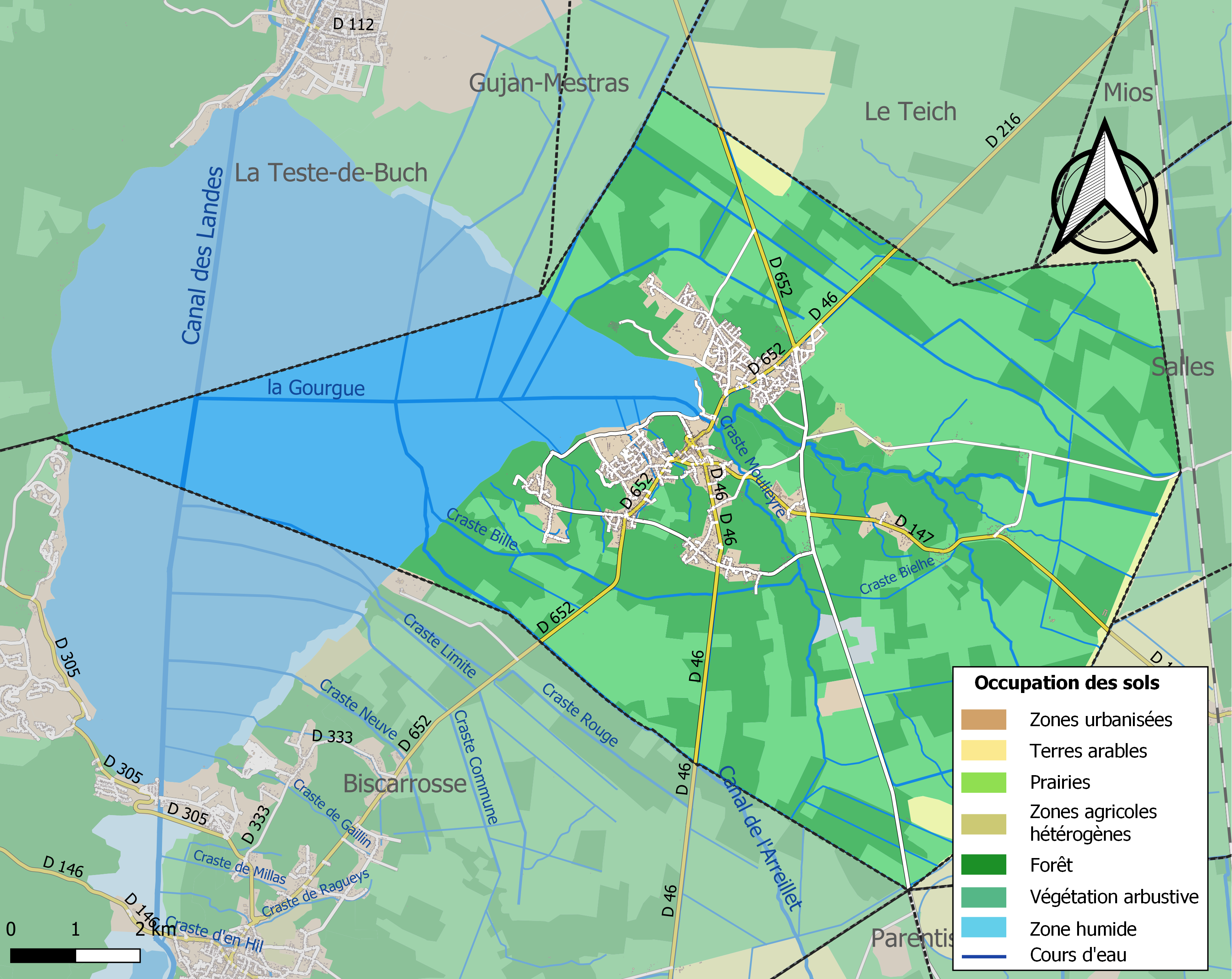
Kaart van de gemeente met de belangrijkste infrastructuur, bodemgebruik en omliggende gemeenten

## Demografie
Onderstaande figuur toont het verloop van het inwonertal (bron: INSEE-tellingen).